# 배런 트럼프
배런 윌리엄 트럼프(영어: Barron William Trump, 2006년 3월 20일~)는 도널드 트럼프 대통령과 그의 아내 멜라니아 트럼프의 아들로 백악관에 60년만에 들어온 12세 이하의 대통령 직계 가족이다.

## 학력
- 옥스브리지 아카데미 졸업
- 뉴욕 대학교 경영학 재학